# 李鐸 (弘治進士)
李鐸（1478年—？），字孔教，山東登州府萊陽縣人，軍籍，明朝政治人物。

## 生平
山東鄉試第三十二名舉人。弘治十五年（1502年）中式壬戌科會試第三百名，三甲第一百九十二名進士。

## 家族
曾祖李琰；祖父李凱；父李旻，縣丞。母董氏。具庆下。兄鈺；李镗（贡士）；李锋（医官）；李錫；李钦。